# Le traité d'anatomie et de physiologie végétales
Le traité d'anatomie et de physiologie végétales suivi de la nomenclature méthodique ou raisonnée des parties extérieures des plantes et un exposé succinct des systèmes de botanique les plus généralement adoptés est un ouvrage scientifique écrit par Charles-François Brisseau de Mirbel sorti en 1801 et réédité en 2020 par Hachette BNF. Il compte 414 pages,,.

## Résumé
Le traité d'anatomie et de physiologie végétales est un ouvrage qui constitue une introduction à l'étude approfondie de la botanique.